# My Fair Lady
Cet article concerne la comédie musicale. Pour le film, voir My Fair Lady (film).
My Fair Lady est une comédie musicale américaine, chorégraphie de Hanya Holm, paroles et livret d'Alan Jay Lerner et musique de Frederick Loewe, créée au Mark Hellinger Theatre de Broadway le 15 mars 1956 avec Julie Andrews et Rex Harrison.
Inspirée de la pièce de George Bernard Shaw, Pygmalion créée en 1914, elle connaîtra 2 717 représentations jusqu'en 1962, ce qui constitue un record à l'époque, elle fut elle-même adaptée en 1964 par le cinéaste américain George Cukor, sous le même titre, avec Audrey Hepburn et Rex Harrison.

## Synopsis
My Fair Lady se déroule à Londres à l'époque victorienne. Eliza Doolittle est une jeune fille des milieux populaires qui gagne sa vie en faisant et vendant des bouquets de violettes, et pour qui le mot « grammaire » n'a pas de signification. Elle rencontre accidentellement le professeur Henry Higgins qui voit en elle la possibilité de mettre en pratique ses théories linguistiques et d'en faire une femme distinguée.

## Fiche technique
- Titre original : My Fair Lady
- Livret : Alan Jay Lerner d'après Pygmalion de George Bernard Shaw
- Lyrics : Alan Jay Lerner
- Musique : Frederick Loewe
- Mise en scène : Moss Hart
- Chorégraphie : Hanya Holm
- Direction musicale : Franz Allers
- Arrangements vocaux : Gino Smart
- Orchestrations : Philip J. Lang, Robert Russell Bennett et Trude Rittmann (en)
- Décors : Oliver Smith
- Costumes : Cecil Beaton et Helene Pons
- Lumières : Abe Feder
- Producteur : Herman Levin
- Date de première représentation : 15 mars 1956
- Date de dernière représentation : 29 septembre 1962
- Nombre de représentations consécutives : 2 717

## Distribution originale
- Julie Andrews : Eliza Doolittle
- Rex Harrison : Henry Higgins
- Robert Coote : Colonel Pickering
- Stanley Holloway : Alfred P. Doolittle
- Cathleen Nesbitt : Mrs. Higgins
- John Michael King : Freddy Eynsford-Hill
- Viola Roache : Mrs. Eynsford-Hill
- Philippa Bevans : Madame Pearce
- Maribel Hammer : Queen of Transylvania (Reine de Transylvanie)
- Christopher Hewett : Zoltan Karpathy
- Rod McLennan : Jamie / Ambassador (Ambassadeur)
- Olive Reeves-Smith : Mrs. Hopkins / Lady Boxington
- Gordon Dilworth : Harry / Lord Boxington
- Barton Mumaw : Chauffeur / Constable (Agent de police)
- Paul Brown : Flunkey (Laquais) / Bartender (Barman)
- Reid Shelton : First Cockney (1er cockney) / Butler (Majordome)
- Glenn Kezer : Second Cockney (2e cockney) / Servant (Domestique)
- James Morris : Third Cockney (3e cockney)
- Herb Surface : Fourth Cockney (4e cockney)
- Judith Williams : Mrs. Higgins' Maid (Femme de chambre de Mme Higgins)

## Numéros musicaux

### Acte I
- Street Entertainers - Buskers

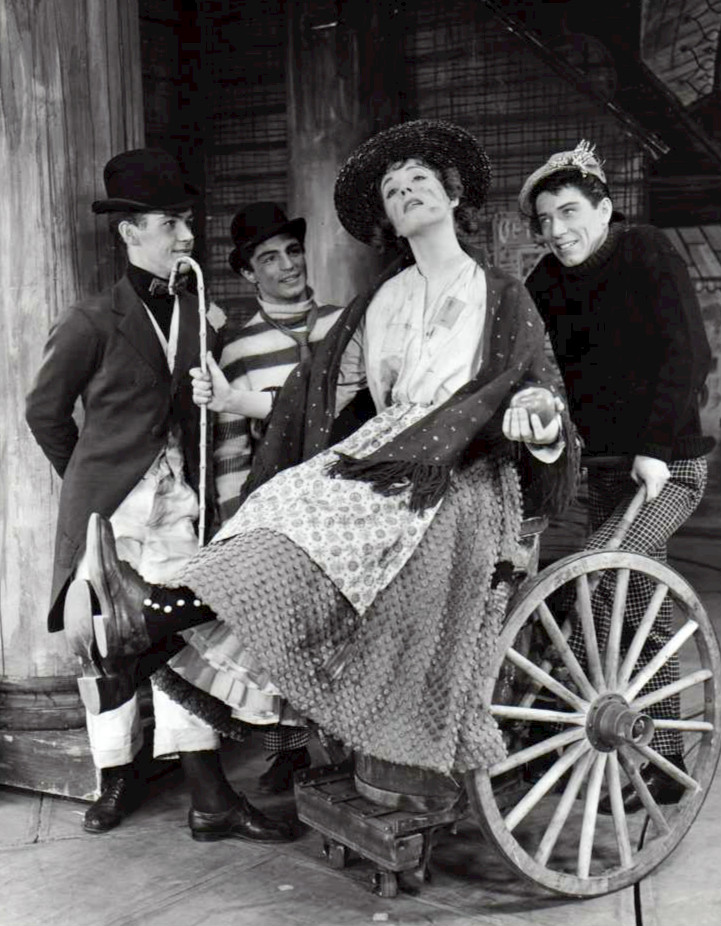
Julie Andrews au centre.

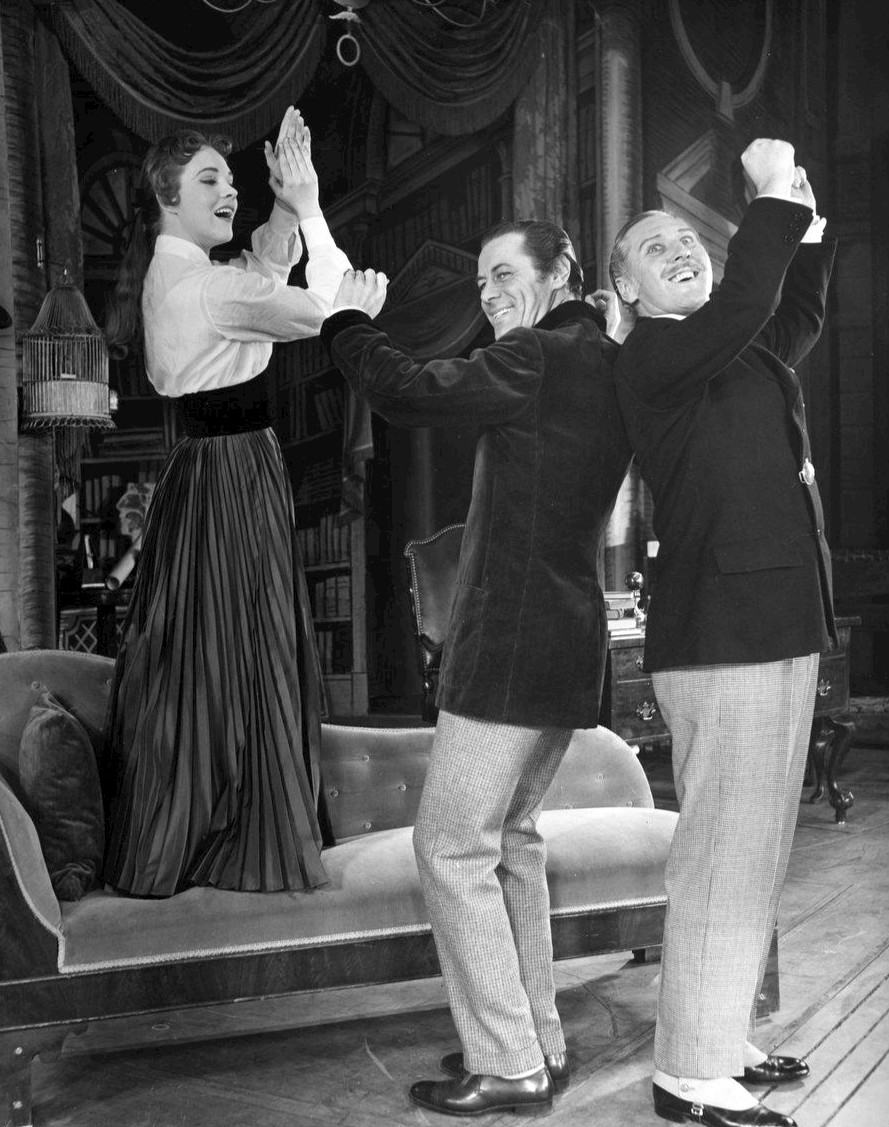
Julie Andrews, Rex Harrison (au centre) et Robert Coote.

- Why Can't the English? - Henry Higgins
- Wouldn't It be Loverly? - Eliza Doolittle et les cockneys
- With a Little Bit of Luck - Alfred P. Doolittle, Harry et Jamie
- I'm an Ordinary Man - Higgins
- With a Little Bit of Luck (reprise) - Alfred P. Doolittle et chœur
- Just You Wait - Eliza
- The Rain in Spain - Higgins, Eliza et Colonel Pickering
- I Could Have Danced All Night - Eliza, Mrs. Pearce et Femmes de chambre
- Ascot Gavotte - Chœur
- On the Street Where You Live - Freddy Eynsford-Hill
- The Embassy Waltz - Higgins, Eliza, Zoltan Karpathy et chœur

### Acte II
- You Did It - Higgins, Pickering, Mrs. Pearce et Domestiques
- Just You Wait (Reprise) - Eliza
- On the Street Where You Live (Reprise) - Freddy
- Show Me - Eliza et Freddy
- Wouldn't It be Loverly? (Reprise) - Eliza et les cockneys
- Get Me to the Church on Time - Doolittle, Harry, Jamie et chœur
- Hymn to Him - Higgins
- Without You - Eliza et Higgins
- I've Grown Accustomed to Her Face - Higgins

## Distinctions
- Theatre World Award 1956 pour John Michael King[2]
- Tony Awards 1957 :
  - 6 récompenses : Meilleure comédie musicale, Meilleur acteur de comédie musicale (Rex Harrison), Meilleure mise en scène (Moss Hart), Meilleurs décors (Oliver Smith), Meilleurs costumes (Cecil Beaton) et Meilleure direction d'orchestre (Franz Allers)
- 4 nominations : Meilleure actrice de comédie musicale (Julie Andrews), Meilleur acteur de comédie musicale dans un second rôle (2 nominations : Robert Coote et Stanley Holloway) et Meilleure chorégraphie (Hanya Holm)
- Bien que le Tony Award de la meilleure actrice lui ait échappé au profit de Judy Holliday dans Bells Are Ringing, My Fair Lady lança la carrière de Julie Andrews, débarquée de son Angleterre natale deux ans plus tôt pour créer la comédie musicale The Boy Friend de Sandy Wilson à Broadway, pour laquelle elle reçut le Theatre World Award 1955.

## Reprises principales
- 30 avril 1958 : Création anglaise au théâtre de Drury Lane de Londres
- 25 mars 1976 - 20 février 1977 : St. James Theatre puis Lunt-Fontanne Theatre avec Robert Coote et Ian Richardson
- 18 août 1981 - 29 novembre 1981 : Uris Theatre avec Rex Harrison et Cathleen Nesbitt.
- 9 décembre 1993 - 1er mai 1994 : Virginia Theatre avec Richard Chamberlain (Higgins)
- 9 décembre 2010 - 2 janvier 2011 : Théâtre du Châtelet à Paris[3]
- 5 décembre 2013 - 1er janvier 2014 : Théâtre du Châtelet à Paris
- 23/25 mars 2018 - Zénith Orléans avec la Fabrique Opéra[4]

## Télévision
La comédie musicale a été librement adaptée à la télévision en 2014 avec la série télévisée Selfie. Diffusée par ABC puis Hulu et créée par Emily Kapnek (en), la série raconte l'histoire d'Eliza Dooley (inspirée d'Eliza Doolittle), une femme superficielle et obsédée par les réseaux sociaux, qui demande à son collègue, l'expert en marketing Henry Higgs (inspiré d'Henry Higgins), de l'aider à redorer son image dans le monde réel.